# PlayCable
PlayCable fue un servicio en línea introducido en 1980 que permitía a los operadores locales de sistemas de televisión por cable enviar juegos para la Intellivision por cable a través de señales de televisión normales. A través del servicio, los suscriptores usarían un dispositivo, llamado  PlayCable adapter, para descargar los juegos para jugar en Intellivision. Fue el primer servicio que permitió a los usuarios descargar juegos para jugar en una consola de videojuegos . PlayCable no se adoptó ampliamente, debido en parte a los altos costos para los usuarios y operadores, así como a las limitaciones del adaptador PlayCable. El servicio se suspendió en 1983. 

## Historia
PlayCable fue desarrollado como una empresa conjunta entre Mattel y General Instrument . El servicio PlayCable tenía un desarrollo profundo incluso antes de que Intellivision se lanzara ampliamente. En 1979, se anunciaron pruebas del servicio para varias ciudades, incluyendo Moline, Illinois, Jackson, Mississippi y Boise, Idaho . El servicio se lanzó oficialmente en 1981. Las suscripciones estaban disponibles por una tarifa mensual, permitiendo a los usuarios acceder a una selección de juegos a través de proveedores de televisión por cable que respaldaban el servicio. Hasta 20 títulos estaban disponibles cada mes. El exjugador profesional de béisbol Mickey Mantle apareció en comerciales para el servicio. Según un artículo de la revista CED, el servicio estaba disponible en trece ciudades en 1981, incluida Fayetteville, Nueva York. Sin embargo, en la primavera de 1983, el mercado disponible totalizó 650,000 hogares. La tasa de suscripción de menos del 3% era aún mayor que la tasa de ventas de Intellivision en los mercados donde PlayCable no estaba disponible, e Intellivision Productions informa que PlayCable era popular cuando estaba disponible. Los operadores de cable se quejaron del alto costo de la computadora necesaria para ejecutar el servicio, así como el costo de los adaptadores de PlayCable para el hogar; los adaptadores demostraron ser inadecuados para ejecutar los juegos más grandes de Intellivision que se producen. Además, Mattel Electronics estaba perdiendo millones de dólares debido a la caída de la industria de los videojuegos en 1983 y detuvo todo el desarrollo de nuevo hardware en agosto de ese año. Las estimaciones iniciales de Mattel proyectaban que el servicio tendría 1 millón de suscriptores en cinco años, sin embargo, PlayCable se suspendió en 1983, tres años después de su introducción.

## Implementación y limitaciones
El canal PlayCable se transmitió a través de un canal de datos especial dentro de la banda FM de la línea de cable. Se conectarán adaptadores especiales de PlayCable a la línea de cable y la ranura del cartucho Intellivision. El adaptador de PlayCable sintonizaría el canal de PlayCable y descargaría un menú de títulos que se podrían reproducir. Los usuarios seleccionaron un título usando el teclado del controlador Intellivision. El adaptador sintonizará el canal del título seleccionado, esperará a que aparezca el código en el flujo de datos y luego descargará el juego a la memoria interna del adaptador para jugar.
Sin embargo, con el tiempo, los 8K de memoria dentro de los adaptadores de PlayCable demostraron ser insuficientes para los juegos grandes. Si bien esta cantidad de memoria fue suficiente para casi todos los títulos de juegos de Intellivision en 1983, ya que los juegos más complejos se lanzaron en cartuchos de mayor capacidad, PlayCable no pudo admitirlos.